# Dallas Brooks

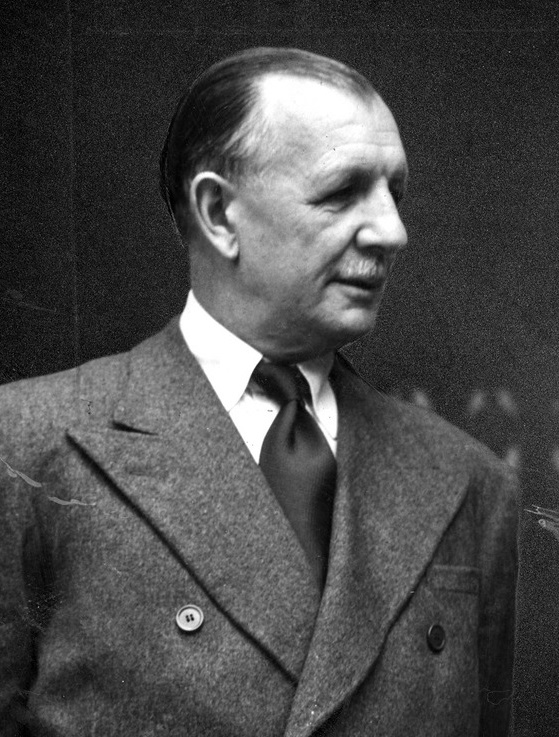
Brooks im Jahr 1949

Sir Reginald Alexander Dallas Brooks (* 22. August 1896 in Cambridge, Vereinigtes Königreich; † 22. März 1966 in Melbourne, Australien) war ein britischer General und Gouverneur des australischen Bundesstaats Victoria.

## Leben
Nach dem Besuch des Dover College trat Brooks 1914 den Royal Marines bei. Im Ersten Weltkrieg wurde er bei der Schlacht von Gallipoli schwer verwundet. Für seinen Einsatz beim Überfall auf Zeebrügge und Ostende wurde ihm 1918 der Distinguished Service Order verliehen.
In den 1920er Jahren spielte Brooks Cricket auf höchstem Niveau (First-Class Cricket) und war Mitglied der Cricketmannschaft der Royal Navy. 1934 schloss er das Studium am Royal Navy Staff College ab. Während des Zweiten Weltkriegs war er stellvertretender Leiter der Propagandaeinheit Political Warfare Executive. Nach dem Krieg wurde er 1946 in den Rang eines Generalleutnants und 1948 zum General befördert.
Ein Jahr später schied er aus der Armee aus und wurde zum Gouverneur von Victoria ernannt. Nachdem der Generalgouverneur von Australien, Viscount Dunrossil, 1961 plötzlich starb, übernahm er zusätzlich dessen Amtsgeschäfte, bis nach sieben Monaten ein Nachfolger gefunden war. Aufgrund seiner Beliebtheit wurde seine Amtszeit insgesamt drei Mal verlängert. Als Freimaurer betätigte sich Brooks von 1951 bis 1963 als Großmeister in der Vereinigten Großloge von Victoria. Er starb am 22. März 1966 im Melbourner Stadtteil Frankston an einem Arterienverschluss. Brooks hinterließ eine Frau und eine Tochter.
Der Melbourner Stadtteil Dallas ist heute nach ihm benannt.

## Orden und Ehrenzeichen
- Mentioned in Despatches
- Croix de guerre
- Companion of the Distinguished Service Order (1918)
- Knight of the Order of St. John
- Knight Commander of the Order of the Bath (1948)
- Knight Commander of the Royal Victorian Order (1954)
- Knight Grand Cross of the Order of St. Michael and St. George (1963)